# Guglielmo II d'Angoulême
Guglielmo II detto Tagliaferro, conte d'Angoulême (... – 945) fu conte d'Angoulême dall'926 alla sua morte.

## Origine
Secondo il monaco e storico, Ademaro di Chabannes, Guglielmo era l'unico figlio del conte d'Angouleme, Audoino o Aldoino I, e della moglie, di cui non conosciamo né il nome né gli ascendenti.
Sia secondo la Historia Pontificum et Comitum Engolismensis, che secondo il monaco e storico, Ademaro di Chabannes, Audoino o Alduino, era figlio primogenito del conte d'Angouleme, di Périgord e di Agen, Vulgrino I e della moglie, Regelinda, sorella di Guglielmo il tolosano, che era figlia del duca di Settimania, conte di Autun, conte di Barcellona e conte di Tolosa, Bernardo I e di Dhuoda di Guascogna, anche se non viene citata coi figli maschi nel Le manuel de Dhuoda (843)(804-843), presunta figlia del duca di Guascogna Sancho I Lopez (772-816) e autrice di un celebre Manuale per il figlio Guglielmo.

## Biografia
Sia Ademaro di Chabannes, che la Historia Pontificum et Comitum Engolismensis, ricordano che alcuni anni prima della morte di suo padre, Alduino, l'Angouleme fu colpito da una carestia che portò ad azioni di inaudita ferocia (si comportavano come i lupi); allora Audoino o Alduino, fece dono, inviandola tramite il proprio figlio, Guglielmo detto Tagliaferro, di una reliquia di legno ornata di gemme, ad un santuario e la piaga cessò.
Suo padre, Audoino o Alduino, morì il 27 marzo del 916, come ci viene ricordato dagli Annales Engolismenses; Ademaro di Chabannes e la Historia Pontificum et Comitum Engolismensis, ricordano anche che i Normanni prima della sua morte, avevano cessato di costituire un pericolo e che Audoino fu sepolto ad Angoulême, nell'Abbazia di San Cybard, accanto a suo padre, Vulgrino I. Ad Audoino o Alduino succedette il figlio, Guglielmo Tagliaferro; ma, secondo Alfred Richard, nel suo Histoire des Comtes de Poitou, tome I, l'ex conte di Poitiers e di Limoges, Ademaro d'Angoulême, divenne il tutore di Guglielmo Tagliaferro, e governò di fatto la contea; Ademaro d'Angoulême, quando ancora un bambino, alla morte di suo padre, Emenone, conte d'Angouleme, avvenuta il 22 giugno 866 era stato accolto alla corte del nuovo conte d'Angoulême, Vulgrino I (il nonno di Guglielmo II), che, secondo Alfred Richard, nel suo Histoire des Comtes de Poitou, tome I, lo aveva trattato come se fosse uno dei suoi figli.
Sempre secondo Alfred Richard, nel suo Histoire des Comtes de Poitou, tome I, Ademaro morì nel 926 e fu sepolto nella Chiesa di Saint-Hilaire le Grand a Poitiers.
Guglielmo II governò direttamente la contea e secondo Ademaro di Chabannes, era tenuto in grande considerazione dal conte di Poitiers e futuro conte d'Alvernia e duca d'Aquitania, GuglielmoTesta di Stoppa (Caput stupe), conosciuto anche come Guglielmo di Poitiers; dopo aver conquistato la città di Blaye, Guglielmo III lo riconobbe visconte di alcuni feudi e gli concedette la signoria di altri (vicecomitatum Mellensem et Oenacensem et Rocacardensem honoremque Cabannensem et Confolentis, Roffiacum).
Verso il 942, Guglielmo, secondo il documento nº 222 del Le cartulaire de Saint-Cybard, fece la donazione di una proprietà all'Abbazia di San Cybard e l'atto di donazione fu controfirmato anche dal cugino, Bernardo (Bernardi comitis) e da uno dei suoi figli, Ademaro (Ademari comitis filii Guillelmi).
In quello stesso periodo, Guglielmo riconobbe la donazione nel suo testamento che fu convalidato anche dai figli, Arnoldo e Ademaro (Arnaldus filius Willelmi, Adhemarus filius Willelmi) e dal cugino, Bernardo, conte di Périgord (Bernardus comes).
Guglielmo combatté i Normanni (secondo il A Short Course of History by Havilland Le Mesurier Chepmell il nome Tagliaferro gli fu dato in seguito all'aver ucciso in battaglia un re dei Normanni, con un fendente che gli trapassò la maglia di ferro) e combattendo i Normanni, sempre secondo Ademaro di Chabannes, Guglielmo morì, verso il 945 e fu tumulato nell'Abbazia di San Cybard.
Ancora secondo Ademaro di Chabannes, gli succedette il cugino, Bernardo, conte di Périgord, molto probabilmente assieme al figlio primogenito di Guglielmo, Ademaro.

## Discendenza
Guglielmo non si sposò, almeno non si hanno notizie di una eventuale moglie, ma da una o due amanti, di cui non conosciamo né il nome né gli ascendenti, ebbe due figli:
- Ademaro, conte d'Angouleme[15][16], assieme al cugino, Bernardo[17].
- Arnoldo Manzer[16], conte d'Angouleme[17].

## Ascendenza
|                          |   |                      | Genitori              |  |  | Nonni |  |  | Bisnonni             |  |  | Trisnonni |  |
|                          |   |                      |                       |  |  |       |  |  | Vulfardo di Flavigny |  |  | …         |  |
|                          |   |                      |                       |  |  |       |  |  | Vulfardo di Flavigny |  |  | …         |  |
|                          |   | …                    |                       |  |  |       |  |  | Vulfardo di Flavigny |  |  |           |  |
| Vulgrin I d'Angoulême    |   |                      |                       |  |  |       |  |  | Vulfardo di Flavigny |  |  |           |  |
|                          |   | Susanna di Tolosa    | Begone di Tolosa      |  |  |       |  |  |                      |  |  |           |  |
|                          |   | Susanna di Tolosa    | Begone di Tolosa      |  |  |       |  |  |                      |  |  |           |  |
|                          |   | Susanna di Tolosa    | Alpais                |  |  |       |  |  |                      |  |  |           |  |
| Audoin I d'Angoulême     |   | Susanna di Tolosa    |                       |  |  |       |  |  |                      |  |  |           |  |
|                          |   | Bernardo I di Tolosa | Guglielmo d'Aquitania |  |  |       |  |  |                      |  |  |           |  |
|                          |   | Bernardo I di Tolosa | Guglielmo d'Aquitania |  |  |       |  |  |                      |  |  |           |  |
|                          |   | Bernardo I di Tolosa | Cunegonda d'Austrasia |  |  |       |  |  |                      |  |  |           |  |
| Regelinda                |   | Bernardo I di Tolosa |                       |  |  |       |  |  |                      |  |  |           |  |
|                          |   | Dhuoda               | Sancho I di Guascogna |  |  |       |  |  |                      |  |  |           |  |
|                          |   | Dhuoda               | Sancho I di Guascogna |  |  |       |  |  |                      |  |  |           |  |
|                          |   | Dhuoda               | …                     |  |  |       |  |  |                      |  |  |           |  |
| Guglielmo II d'Angoulême |   | Dhuoda               |                       |  |  |       |  |  |                      |  |  |           |  |
|                          | … | …                    |                       |  |  |       |  |  |                      |  |  |           |  |
|                          | … | …                    |                       |  |  |       |  |  |                      |  |  |           |  |
|                          | … | …                    |                       |  |  |       |  |  |                      |  |  |           |  |
| …                        | … |                      |                       |  |  |       |  |  |                      |  |  |           |  |
|                          |   | …                    | …                     |  |  |       |  |  |                      |  |  |           |  |
|                          |   | …                    | …                     |  |  |       |  |  |                      |  |  |           |  |
|                          |   | …                    | …                     |  |  |       |  |  |                      |  |  |           |  |
| …                        |   | …                    |                       |  |  |       |  |  |                      |  |  |           |  |
|                          |   | …                    | …                     |  |  |       |  |  |                      |  |  |           |  |
|                          |   | …                    | …                     |  |  |       |  |  |                      |  |  |           |  |
|                          |   | …                    | …                     |  |  |       |  |  |                      |  |  |           |  |
| …                        |   | …                    |                       |  |  |       |  |  |                      |  |  |           |  |
|                          |   | …                    | …                     |  |  |       |  |  |                      |  |  |           |  |
|                          |   | …                    | …                     |  |  |       |  |  |                      |  |  |           |  |
|                          |   | …                    | …                     |  |  |       |  |  |                      |  |  |           |  |
|                          |   | …                    |                       |  |  |       |  |  |                      |  |  |           |  |

### Fonti primarie
- (LA)  Monumenta Germaniae Historica, tomus II.
- (LA)  Monumenta Germaniae Historica, tomus IV.
- (LA)  Monumenta Germaniae Historica, tomus XVI.
- (LA)  Ademarus Engolismensis, Historiarum Libri Tres.
- (LA)  Le cartulaire de Saint-Cybard.
- (LA)  Historia Pontificum et Comitum Engolismensis.
- (LA)  Le manuel de Dhuoda.

### Letteratura storiografica
- (FR)  Alfred Richard, Histoire des Comtes de Poitou, tome I,.
- (EN)  A Short Course of History by Havilland Le Mesurier Chepmell
- Louis Halphen, Francia: gli ultimi Carolingi e l'ascesa di Ugo Capeto (888-987), in «Storia del mondo medievale», vol. II, 1979, pp. 636–661